# Крива-Река (Шуменская область)
Крива-Река (болг. Крива река) — село в Болгарии. Находится в Шуменской области, входит в общину Никола-Козлево. Население составляет 511 человек.

## Политическая ситуация
В местном кметстве Крива-Река, в состав которого входит Крива-Река, должность кмета (старосты) исполняет Недим Ахмед Рафи (Движение за права и свободы (ДПС)) по результатам выборов правления кметства.
Кмет (мэр) общины Никола-Козлево — Турхан Фахредин Каракаш Движение за права и свободы (ДПС)) по результатам выборов в правление общины.